# Gare de Carency
La gare de Carency, dite aussi halte ou station, est un ancien arrêt de la ligne de chemin de fer secondaire de Lens à Frévent de la Société des chemins de fer économiques du Nord (CEN), située sur le territoire de la commune de Carency, dans le département du Pas-de-Calais, en région Hauts-de-France.

## Histoire
La gare est dotée à son origine d'une simple aubette en briques. Elle est en en partie détruite pendant la première Guerre Mondiale et reconstruite après-guerre.
De nos jours, cette aubette existe toujours et a été rénovée.

## Description
La gare est dotée d'une simple aubette d'un modèle standardisé également utilisé par les Chemins de fer économiques du Nord sur ses autres lignes du réseau du Nord et du Pas-de-Calais, dont celle de Liencourt sur ligne de Lens à Frévent. L'aubette en briques comporte 1 seul étage de 3 travées, dont 2 portes en extrémités et 1 fenêtre au centre ainsi qu'une fenêtre sur chaque côté.

## Sources

### Sites et pages web
1. ↑  « Carency - l'ancienne gare »(Archive.org • Wikiwix • Archive.is • Google • Que faire ?), sur aixenbalade.e-monsite.com.

### Renvois
- Chemin de fer de Lens à Frévent